# Арба-Мынч
А́рба-Мынч (амх. አርባ ምንጭ) — город на юге Эфиопии, в Регионе Народов и народностей юга. Расположен в 500 км южнее Аддис-Абебы на высоте 1284 м над уровнем моря.
В переводе с амхарского языка название города означает «Сорок родников». Это название он получил за многочисленные подземные источники. Расположенный на западной стороне Великой рифтовой долины, город состоит из двух частей: административной части, которая носит название Шеча, и жилых и коммерческих кварталов — Сикела, расположенных в 4 км от центра. Обе части соединены между собой дорогой. Сикела, расположенная на востоке города, является своеобразными воротами в национальный парк Нечисар, который расположен между озёрами Абая на севере и Чамо на юге. Автобусы и такси связывают обе части города. В каждой из них расположены школы.
| Показатель                    | Янв. | Фев. | Март | Апр. | Май  | Июнь | Июль | Авг. | Сен. | Окт. | Нояб. | Дек. | Год  |
| ----------------------------- | ---- | ---- | ---- | ---- | ---- | ---- | ---- | ---- | ---- | ---- | ----- | ---- | ---- |
| Средний суточный максимум, °C | 29,5 | 29,9 | 30,0 | 28,7 | 26,9 | 26,5 | 25,7 | 26,0 | 27,5 | 27,5 | 27,9  | 28,8 | 28,0 |
| Средняя температура, °C       | 22,3 | 22,7 | 23,2 | 22,5 | 21,4 | 21,3 | 20,8 | 21,1 | 21,9 | 21,6 | 21,5  | 21,6 | 21,9 |
| Средний суточный минимум, °C  | 15,1 | 15,6 | 16,5 | 16,3 | 16,0 | 16,2 | 16,0 | 16,2 | 16,3 | 15,8 | 15,1  | 14,5 | 15,8 |
| Норма осадков, мм             | 28   | 27   | 66   | 129  | 125  | 54   | 52   | 54   | 91   | 106  | 62    | 24   | 818  |
| Источник:                     |      |      |      |      |      |      |      |      |      |      |       |      |      |

До 1966 года в Арба-Мынч можно было попасть лишь во время сухой погоды, так как до столицы не существовало асфальтированной дороги. 15 июля 1967 года была введена в эксплуатацию телефонная линия, которая связала город со столицей Эфиопии. Постройка этой линии обошлась государству в 250 000 быров. В окрестностях города произрастают различные фруктовые культуры: манго, банан, апельсин, яблоко, гуава, ананас. Кроме фруктов город известен своими рыбными фермами. В городе расположены университет и аэропорт.
По данным переписи 2007 года население города составляет 74 879 человек, из них 39 208 мужчин и 35 671 женщина. 56,04 % населения являются приверженцами эфиопской православной церкви; 38,47 % — протестанты и 4,16 % — мусульмане. По данным предыдущей переписи 1994 года население Арба-Мынча насчитывало 40 020 человек.